# Élisabeth Ballet
Élisabeth Ballet, (Cherbourg-Octeville, França, 11 de desembre de 1956) és una escultora que va residir en la Vil·la Mèdici de Roma el 1984 i 1985i es va donar a conèixer en 1985 amb dues escultures, Tremp 5/19 février 1985 i Obélisque 4+14, realitzades en cartró. Artista de renom internacional, Élisabeth Ballet viu i treballa a París.

## Exposicions i realitzacions
Exposicions personals
- 1993: Deux bords, Galeria des Archives, París, França.
- 1993: Trait pour trait, Commande publiqui - centre d'art contemporain, Domaine de Kerguéhennec, Locminé, França.
- 1997: ZIP, Offenes Kulturhaus, Linz, Àustria.
- 1997: BCHN, Musée d'Art Moderne de la Ville de Paris - ARC, París, França.
- 2001: Bande à part, Matt’s Gallery, Londres, Regne Unit.
- 2002: Vie privée, Musée d'art contemporain, Le Carré d'Art, Nîmes, França.
- 2003: Vie privée, Kunsthalle Göppingen, Göppingen, Alemanya.
- 2004: C’est beau dehors, Galerie Cent8 - Serge Li Borgne, París, França.
- 2004: Élisabeth Ballet, Centre cultural francès de Milà, Milà, Itàlia.
- 2007: Sept pièces faciles, Le Grand Café - Centre d'art contemporain, Saint-Nazaire, França.
- 2008: Lazy Days, Galerie Serge le Borgne, París, França.

Exposicions col·lectives
- 2010: Group show, Museu Antoine Bourdelle, París, França.
- 2010: Spatial City: An Architecture of Idealism, Hyde Park Art Center, Chicago, IL, EUA; Institute of Visual Arts Milwaukee, Milwaukee, EUA; MONA Museum of New Art - Detroit’s Contemporary Museum, Pontiac, EUA;
- 2010: Collection Frac-Basse-Normandie, FRAC Baixa Normandia, Cauen, França.

Fòrums, biennals i esdeveniments
- 2009: FIAC 09, Grand Palais, París, França.
- 2008: FIAC 08, Parc de les exposicions, París, França.

Col·leccions
- FRAC Bourgogne, França.

Encàrrecs públics
- El paviment bicolor, representant un motiu d'encaix de la plaça del Pot-d'Étain en Pont-Audemer.[3]·[4]